# デビッド・アレン
デビッド・アレン（David Allen, 1945年12月28日 - ）は生産性向上コンサルタント。タイムマネジメント技術である「Getting Things Done」の生みの親として知られる。
自ら編み出した生産性向上の技術を1980年代からビジネスに応用し始め、それによってロッキード社の役員・管理職に向けた研修プログラムを構築する契約を勝ち取った。
スピリチュアルな内的気づき運動（Movement of Spiritual Inner Awareness）に任命された牧師でもある。

## 略歴
ルイジアナ州シュリーブポート育ちで、地元のディベート大会で優勝し州で一番になったことがある。大学はフロリダ州サラソータにあるニューカレッジ（現・ニューカレッジ・オブ・フロリダ）に進み、卒業後はカリフォルニア大学バークレー校の大学院に進学しアメリカ史を専攻したが、大学院修了後、ヘロインを乱用し始め、治療のため病院で入院生活を送った。
これまでに就いた仕事は、マジシャン、ウエイター、空手講師、庭師、ビタミン剤の営業、ガラス吹き旋盤のオペレーター、旅行代理店社員、ガソリンスタンドのマネージャー、設備レンタル会社社員、モペッドのセールスマン、レストランのコック、自己啓発トレーナー、芝生手入れサービス会社のマネージャー、旅行代理店のマネージャーなど、多数。
35歳までに35種類の仕事をしてきたと主張している。

## 会社設立
デビッド・アレン社の設立者であり、生産性向上技術、行動管理、役員コーチングを扱っている。「Getting Things Done」メソッドはコーチング研修から生まれたものである。アクショニア社の共同設立者でもあり、PalmPilot向けの生産性向上ツール開発を行っている。
デビッド・アレン社の研修講師（アレン本人ではない）は定期的にセミナーを開いており、アレンのGetting Things Doneの方法論を約595ドルで教授している。アレン自身が開くセミナーは995ドルかかるが、ほとんど行われることはない。2007年時点で、アレン本人によるセミナーは、受講者1人につき595ドル、もしくは多人数向けの会社研修会で1回20,000ドルの費用がかかる。

## 出版と住居
アレンにはこれまでに4冊の著作がある。『Getting Things Done: The Art of Stress-Free Productivity』は生産性向上プログラムの概要、『Ready for Anything: 52 Productivity Principles for Work and Life』はニュースレターでの連載をまとめたもの、『Making It All Work: Winning at the Game of Work and Business of Life』は処女作の続編である。2015年には処女作を全面改訂した最新著『Getting Things Done: the Art of Stress-Free Productivity』を上梓した。本拠地はカリフォルニア州のオーハイで、4人目の妻キャスリンと同居している。彼女について、「仕事と私生活の両面における比類なきパートナー」だと『Getting Things Done』の謝辞で述べている。2014年5月にオランダのアムステルダムに住居を移した。

## 著作
- Allen, David (2001). Getting Things Done: The Art of Stress-Free Productivity. New York: Penguin Putnam. ISBN 978-0-14-200028-1
森平慶司訳『仕事を成し遂げる技術：ストレスなく生産性を発揮する方法』はまの出版、2001年
田口元監訳『はじめてのGTD ストレスフリーの整理術』二見書房、2008年
- Allen, David (2003). Ready for Anything: 52 Productivity Principles for Work and Life. New York: Viking Books. ISBN 978-0-14-303454-4
田口元監訳『ストレスフリーの仕事術：仕事と人生をコントロールする52の法則』二見書房、2006年
- Allen, David (2008). Making It All Work: Winning at the Game of Work and Business of Life. New York: Viking Adult. ISBN 978-0-67-001995-3
田口元監訳『ひとつ上のGTD ストレスフリーの整理術 実践編：仕事というゲームと人生というビジネスに勝利する方法』二見書房、2010年
- Allen, David (2015). Getting Things Done: The Art of Stress-Free Productivity (revised edition). New York: Penguin Books. ISBN 978-0-14-312656-0
田口元監訳『全面改訂版 はじめてのGTD ストレスフリーの整理術』二見書房、2015年